# Liriomyza mirifica
Liriomyza mirifica este o specie de muște din genul Liriomyza, familia Agromyzidae, descrisă de Spencer în anul 1963.
Este endemică în Uganda. Conform Catalogue of Life specia Liriomyza mirifica nu are subspecii cunoscute.